# Opstand van de Cabochiens

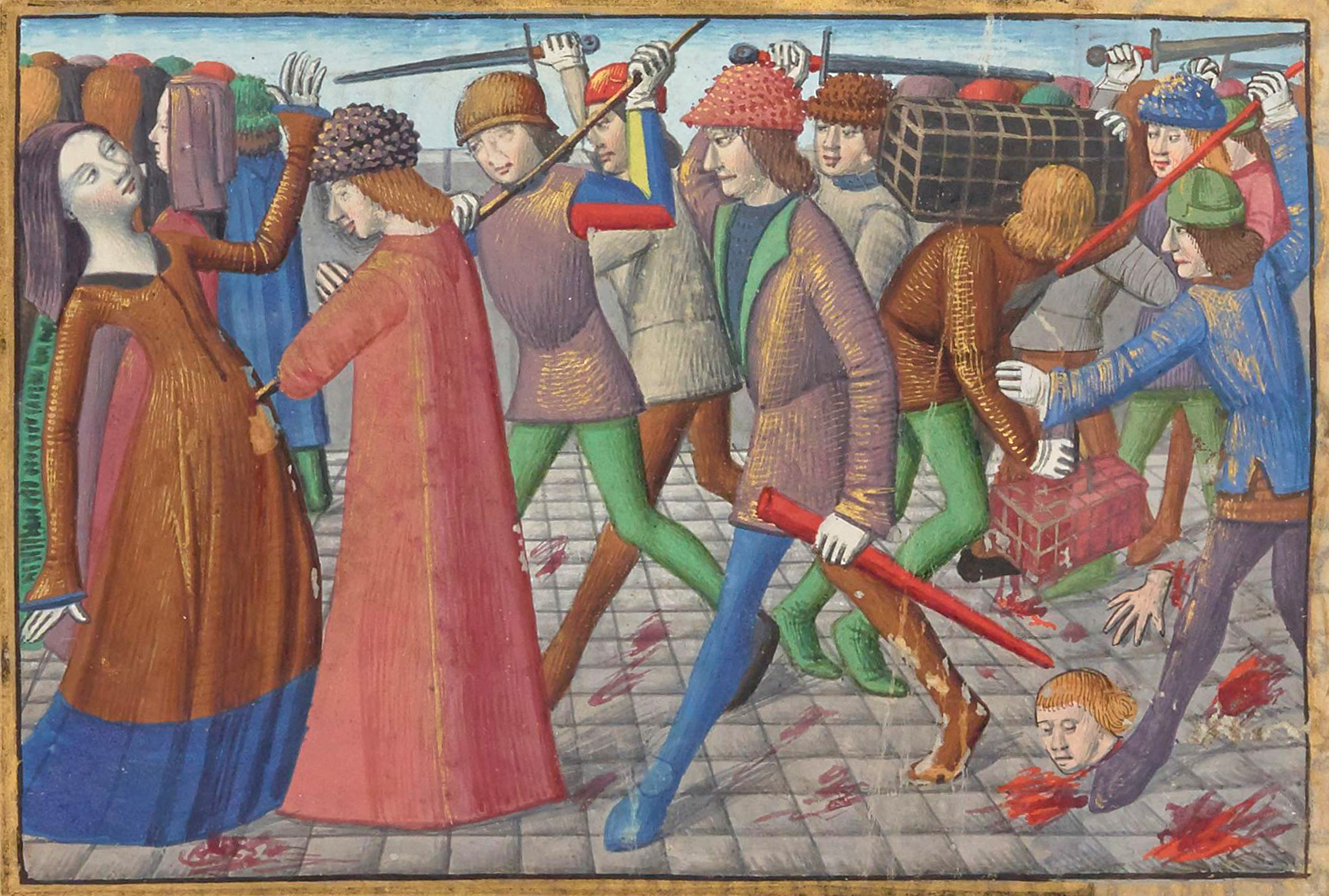
La révolte des cabochiens, door Martial d'Auvergne; illustratie uit het 15e-eeuws boek Vigiles de Charles VII.

De Opstand van de Cabochiens was een episode in de burgeroorlog tussen de Armagnacs en de Bourgondiërs, die op zijn beurt een onderdeel vormde van de Honderdjarige Oorlog. 
In het voorjaar van 1413 slaagde Jan zonder Vrees, hertog van Bourgondië, erin om het volk van Parijs in opstand te laten komen en een hervorming tot stand te brengen die bekend werd als ordonnance des cabochiens. Maar na een paar maanden begonnen de Parijzenaars te streven naar een herstel van de orde en zo konden de Armagnacs terug de macht grijpen.